# Юрушка грамада
Юрушка грамада (Юрушка чука) е връх в Средна Стара планина, висок 2136 m.
Разположен е на главното старопланинско било, източно от връх Параджика, а между тях е седловината Пилешки полог. Той е връх с равно теме, тревист. След него главното било на планината завива на север-североизток.
Върхът е на границата между резерватите „Северен Джендем“ и „Джендема“. Северните му склонове се спускат стръмно към Северния Джендем, надвесвайки се над долината на река Пръскалска (Дясна Видима). Изворите на реката са точно тук, в района между седловината Пилешки полог и връх Юрушка грамада - три малки поточета тръгват на северозапад, спускат се по тревистия склон, съединяват се и достигайки до отвесен скален венец, скачат от височина 80 метра, образувайки Видимското пръскало. В района има още няколко красиви по-малки водопада, оставащи скрити от погледа на туристите поради сложността на терена. От върха на север-северозапад се отделя характерен продълговат рид, разделящ долините на реките Пръскалска от запад и Оджовица от изток.
Билната пътека не се изкачва на самия връх, а го подсича от юг. Южните склонове на върха са по-полегати, затревени и прорязани от няколко улея. Оттук извират Селската река и Капаклийската река, които след сливането си дават началото на река Тунджа. 